# Аткинсон (тауншип, Миннесота)
Аткинсон (англ. Atkinson) — тауншип в округе Карлтон, Миннесота, США. На 2000 год его население составило 319 человек.

## География
По данным Бюро переписи населения США площадь тауншипа составляет 47,0 км², из которых 45,0 км² занимает суша, а 2,0 км² — вода (4,35 %).

## Демография
По данным переписи населения 2000 года здесь находились 319 человек, 124 домохозяйства и 93 семьи.  Плотность населения —  7,1 чел./км².  На территории тауншипа расположено 198 построек со средней плотностью 4,4 построек на один квадратный километр. Расовый состав населения: 98,12 % белых, 0,31 % коренных американцев, 0,94 % азиатов и 0,63 % приходится на две или более других рас. 24,6 % населения составляли немцев, 18,0 % шведов, 15,8 % норвежцев, 9,2 % финнов, 7,0 % поляк и 6,6 % English по данным переписи населения 2000 года.
Из 124 домохозяйств в 28,2 % воспитывались дети до 18 лет, в 66,1 % проживали супружеские пары, в 5,6 % проживали незамужние женщины и в 24,2 % домохозяйств проживали несемейные люди. 19,4 % домохозяйств состояли из одного человека, при том 5,6 % из — одиноких пожилых людей старше 65 лет. Средний размер домохозяйства — 2,57, а семьи — 2,96 человека.
22,6 % населения — младше 18 лет, 5,6 % — в возрасте от 18 до 24 лет, 31,0 % — от 25 до 44, 26,0 % — от 45 до 64, и 14,7 % — старше 65 лет. Средний возраст — 40 лет. На каждые 100 женщин приходилось 100,6 мужчин.  На каждые 100 женщин старше 18 приходилось 107,6 мужчин.
Средний годовой доход домохозяйства составлял 49 375 долларов, а средний годовой доход семьи —  55 875 долларов. Средний доход мужчин —  40 000  долларов, в то время как у женщин — 32 500. Доход на душу населения составил 18 479 долларов. За чертой бедности не находилась ни одна семья и 0,6 % всего населения тауншипа.